# Opabinia
Opabinia é um gênero animal de depósitos de fósseis cambrianos. Sua única espécie, Opabinia regalis, é conhecida do Folhelho Burgess (Cambriano Médio) da Colúmbia Britânica, Canadá. Menos que vinte bons espécimes foram descritos; três espécimes de Opabinia são conhecidos do Grande phyllopod bed, onde ele compreende menos que 0,1% da comunidade. Opabinia foi um animal de corpo mole e tamanho modesto, com um corpo segmentado com lóbulos ao longo dos lados e uma cauda em forma de leque. A cabeça mostra características incomuns: cinco olhos, uma boca virada para trás e sob a cabeça, e um probóscide que provavelmente passou a comida para a boca. O Opabinia provavelmente viveu no fundo do mar, usando o probóscide para procurar pequenos animais de corpo mole.
Quando o primeiro exame minucioso do Opabinia em 1975 revelou suas características incomuns, foi pensado ser alheio a qualquer filo conhecido, embora possivelmente relacionado como um hipotético ancestral dos artrópodes e dos vermes anelídeos. No entanto outros achados, mais notavelmente o Anomalocaris, propôs que pertenciam a um grupo de animais que foram intimamente relacionados com os ancestrais dos artrópodes bem como podem também ser membros os tardígrados onicóforos.
Nos anos 1970 houve um contínuo debate sobre se animais multicelulares apareceram, subitamente durante o Cambriano Inferior, em um evento conhecido como Explosão Cambriana, ou se havia surgido antes sem deixar fósseis. A princípio Opabinia foi considerado como forte evidência para a hipótese da "explosão". Mais tarde a descoberta de uma série de lobopódios similares inteiros, alguns com intimas semelhanças com os artrópodes, e o desenvolvimento da ideia do grupo coroa sugeriu que o Cambriano Inferior foi um período de evolução relativamente alto mas que poderia ser entendido sem assumir algum único processo evolucionário.

## História de descoberta

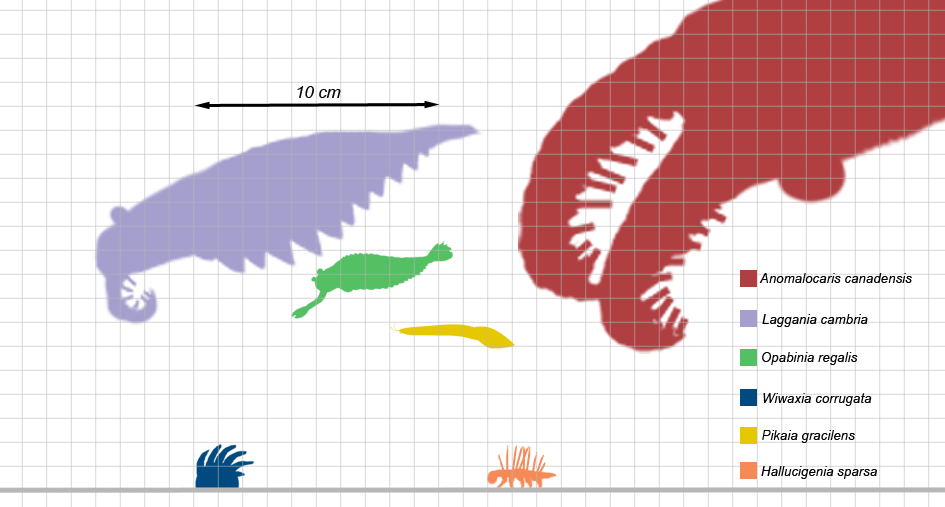
Diagrama de escala de invertebrados do Folhelho Burgess; Opabiínia em verde.

Charles Doolittle Walcott encontrou no Folhelho Burgess nove quase completos fósseis de Opabinia regalis e um pouco do que foi classificado como Opabinia media, publicando uma descrição de todos eles em 1912. O nome genérico é derivado da Passagem Opabin entre o Monte Hungabee e o Monte Biddle, sudeste do Lago O'Hara, Colúmbia Britânica, Canadá. Em 1966-1967 Harry B. Whittington encontrou outros bons espécimes, e em 1975 ele publicou uma detalhada descrição baseada em uma completa dissecação de alguns espécimes e fotografias destes espécimes em uma variedade de ângulos. A análise de Whittington não cobre Opabinia media: os espécimes de Walcott desta espécie não podiam ser identificados nesta coleção. Em 1960, paleontólogos russos descreveram espécimes que eles encontraram na região Norilsky da Sibéria e rotularam Opabinia norilica, mas estes fósseis foram pobremente preservados e Whittington não sente que eles forneceram informações suficientes para ser classificado como membros do gênero Opabinia.

## Ocorrência
Todos os espécimes reconhecidos de Opabinia encontrados até o momento vêm do "phyllopod bed" do Folhelho Burguess, Montanhas Rochosas Canadenses da Columbia Britânica.
Em 1977 Briggs e Nedin reportou do sul da Austrália um novo espécime, Myoscolex, que foi muito melhor preservado que espécimes precedentes, levando-os a conclusão que foi um parente próximo do Opabinia – embora esta interpretação foi recentemente questionada por Dzik, que em vez disso concluiu que Myoscolex foi um verme anelídeo.

## Descrição
Opabinia parece tão estranho que a plateia da primeira apresentação da análise de Whittington riu. O comprimento da Opabinia regalis da cabeça a cauda variou entre 4 centímetros e 7 centímetros.
O animal também tinha um probóscide oco, cujo comprimento total foi aproximadamente um terço do corpo. O probóscide foi estriado como uma mangueira de aspirador de pó e provavelmente flexível, e terminado com uma estrutura em forma de garra, cujas arestas interiores tinham espinhos que se projetavam para o interior e para frente.

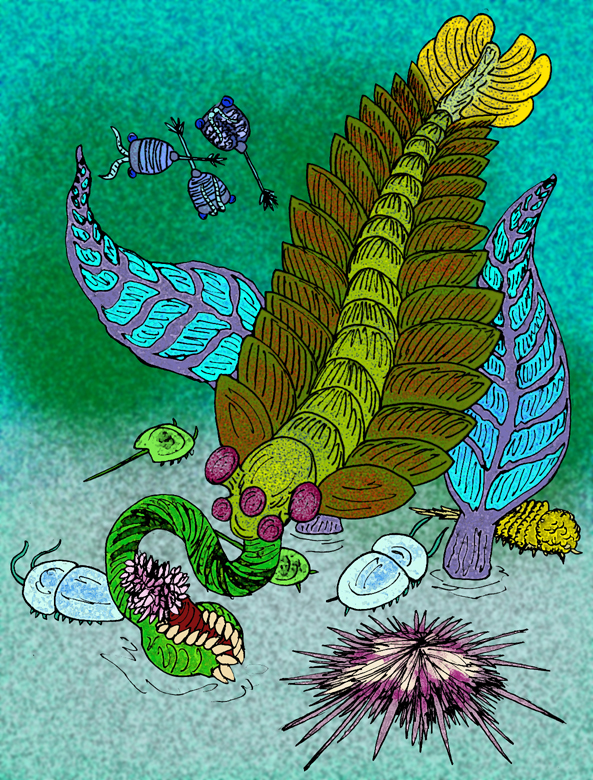
Opabinia devorando uma presa.

A cabeça tinha cinco olhos: dois em hastes perto da frente e bastantes próximos do meio da cabeça, apontados para cima e para frente; dois grandes olhos hasteados, próximos as bordas traseiras e exteriores da cabeça, apontados para cima e lateralmente; e um único olho com uma haste menor entre o maior par de olhos hasteados, apontado para cima. Foi assumido que os olhos foram todos compostos, como os olhos laterais dos artrópodes, mas esta reconstrução, que não é apoiada por alguma evidência, é "um pouco fantasiosa".
A boca foi sob a cabeça, atrás do probóscide, e apontada para trás, de modo que o aparelho digestivo formava uma curva U no seu caminho em direção a parte traseira do animal. O probóscide parecia suficientemente longo e flexível para alcançar a boca.
A parte principal do corpo foi normalmente de cerca de 5 milímetros de largura e tinha 15 segmentos, em cada um dos quais havia um par de lóbulos, apontando para baixo e para fora. Os lóbulos eram sobrepostos para que a frente de cada fosse coberta pela extremidade traseira do antecessor à sua frente. O corpo terminava no que parecia como um único segmento cônico tendo três pares de lóbulos se sobrepondo que apontavam para cima e para fora, formando uma cauda como um leque em forma de V duplo.
Interpretações de outras características fósseis do Opabinia diferem. Uma vez que os animais não tinham uma armadura mineralizada nem mesmo o duro exoesqueleto orgânico como aqueles dos insetos, seus corpos foram achatados como eram enterrados e fossilizados, e características menores ou internas aparecem como marcações dentro dos contornos dos fósseis.
Whittington interpretou como guelras algumas marcas na superfície superior de todos os lóbulos exceto o primeiro de cada lado, e pensou que estas guelras foram lisas embaixo, tinha sobreposição de camadas e eram ligadas às bases dos lóbulos. Budd (1996 - 2011) pensou que consistiram de separadas "lâminas" ligadas ao longo das bordas da frente na parte inferior dos lóbulos. Ele também achou marcas dentro dos lóbulos da frente que ele interpretou como canais intestinais conectando as guelras com o interior do corpo, quando Whittington interpretou a marca ao longo do probóscide como um canal intestinal. Por outro lado Bergström (1986) interpretou ambas as "guelras" com os lóbulos como parte de um revestimento sobre a superfície superior do corpo.

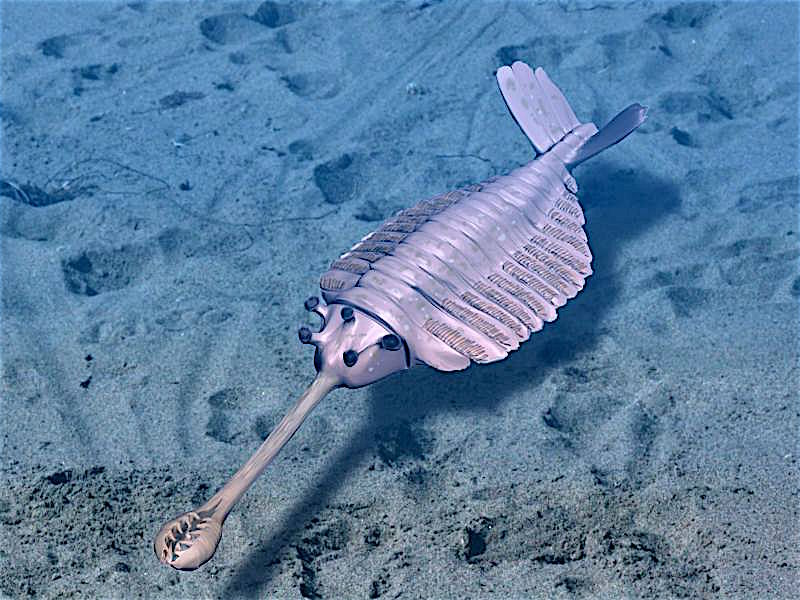
Impressão artística de Opabinia no fundo do mar.

Whittington achou evidências de características quase triangulares ao longo do corpo, e concluiu que elas foram estruturas internas, mais provavelmente extensões laterais do intestino. Chen et al. (1994) interpretou-as como se contidas nos lóbulos ao longo das laterais. Budd pensou que os "triângulos" foram demasiadamente grandes para caberem dentro do delgado corpo do Opabinia, e a seção transversal vista mostra que eles foram ligados separadamente conforme e inferior aos lóbulos, e estenderam-se abaixo do corpo. Ele mais tarde encontrou espécimes que parecem preservar as cutículas exteriores das pernas. Ele portanto interpretou os "triângulos" como pernas pequenas, carnudas e cônicas. Ele também encontrou trechos mineralizados nas pontas de alguns, e interpretou estes como garras. Zhang e Briggs (2007) analisaram a composição química dos "triângulos", e concluíram que eles tinham a mesma composição que o intestino, e portanto concordou com Whittington que eles foram parte de um sistema digestivo. Em vez disso eles repararam o arranjo lóbulo + guelras do Opabinia como uma forma inicial dos membros birramosos que são vistos em trilobitas e crustáceos e que pode ser a forma original em todos os artrópodes. No entanto, esta composição química similar não é só associada com o aparelho digestivo; Budd e Delay sugerem que representa a mineralização formada no interior das cavidades cheias de líquido dentro do corpo (consistente com as pernas ocas dos lobopódios).

## Estilo de vida
A forma que os animais do Folhelho Burgess foram enterrados, por um deslizamento de terra ou uma corrente de sedimentos que agiram como uma tempestade de areia, sugere que eles viveram na superfície do fundo do mar. Opabinia provavelmente usou seu probóscide para procurar no sedimento por partículas de comida e passá-las para a boca. Como não há sinal de algo que possa funcionar como mandíbula, sua comida foi presumivelmente pequena e macia. Whittington, acreditando que Opabinia não tinha pernas, pensou que ele rastejou com seus lóbulos e que ele poderia também poderia ter nadado lentamente agitando seus lóbulos, especialmente se ele cronometrou os movimentos para criar a "ola". Por outro lado ele pensou que o corpo não era flexível o suficiente para permitir ondulações de peixes de todo o corpo.

## Classificação
|  | Táxons similares aos anomalocarídeos - incluindo tardígrados modernos assim como animais extintos como o Kerygmachela e a Opabinia. |
|  | |
|  | \| \| Anomalocaris \| \| \| \| \| \| artrópodes, incluindo grupos modernos e formas extintas como os trilobitas. \| \| \| \|        |
|  | |
|  | Anomalocaris |
|  | |
|  | artrópodes, incluindo grupos modernos e formas extintas como os trilobitas.                                                         |
|  | |

|  | Anomalocaris                                                                |
|  |                                                                             |
|  | artrópodes, incluindo grupos modernos e formas extintas como os trilobitas. |
|  |                                                                             |

|  | Táxons similares aos anomalocarídeos - incluindo tardígrados modernos assim como animais extintos como o Kerygmachela e a Opabinia. |
|  | |
|  | \| \| Anomalocaris \| \| \| \| \| \| artrópodes, incluindo grupos modernos e formas extintas como os trilobitas. \| \| \| \|        |
|  | |
|  | Anomalocaris |
|  | |
|  | artrópodes, incluindo grupos modernos e formas extintas como os trilobitas.                                                         |
|  | |

|  | Anomalocaris                                                                |
|  |                                                                             |
|  | artrópodes, incluindo grupos modernos e formas extintas como os trilobitas. |
|  |                                                                             |

|  | Táxons similares aos anomalocarídeos - incluindo tardígrados modernos assim como animais extintos como o Kerygmachela e a Opabinia. |
|  | |
|  | \| \| Anomalocaris \| \| \| \| \| \| artrópodes, incluindo grupos modernos e formas extintas como os trilobitas. \| \| \| \|        |
|  | |
|  | Anomalocaris |
|  | |
|  | artrópodes, incluindo grupos modernos e formas extintas como os trilobitas.                                                         |
|  | |

|  | Anomalocaris                                                                |
|  |                                                                             |
|  | artrópodes, incluindo grupos modernos e formas extintas como os trilobitas. |
|  |                                                                             |

|  | Táxons similares aos anomalocarídeos - incluindo tardígrados modernos assim como animais extintos como o Kerygmachela e a Opabinia. |
|  | |
|  | \| \| Anomalocaris \| \| \| \| \| \| artrópodes, incluindo grupos modernos e formas extintas como os trilobitas. \| \| \| \|        |
|  | |
|  | Anomalocaris |
|  | |
|  | artrópodes, incluindo grupos modernos e formas extintas como os trilobitas.                                                         |
|  | |

|  | Anomalocaris                                                                |
|  |                                                                             |
|  | artrópodes, incluindo grupos modernos e formas extintas como os trilobitas. |
|  |                                                                             |

|  | Táxons similares aos anomalocarídeos - incluindo tardígrados modernos assim como animais extintos como o Kerygmachela e a Opabinia. |
|  | |
|  | \| \| Anomalocaris \| \| \| \| \| \| artrópodes, incluindo grupos modernos e formas extintas como os trilobitas. \| \| \| \|        |
|  | |
|  | Anomalocaris |
|  | |
|  | artrópodes, incluindo grupos modernos e formas extintas como os trilobitas.                                                         |
|  | |

|  | Anomalocaris                                                                |
|  |                                                                             |
|  | artrópodes, incluindo grupos modernos e formas extintas como os trilobitas. |
|  |                                                                             |

|  | Táxons similares aos anomalocarídeos - incluindo tardígrados modernos assim como animais extintos como o Kerygmachela e a Opabinia. |
|  | |
|  | \| \| Anomalocaris \| \| \| \| \| \| artrópodes, incluindo grupos modernos e formas extintas como os trilobitas. \| \| \| \|        |
|  | |
|  | Anomalocaris |
|  | |
|  | artrópodes, incluindo grupos modernos e formas extintas como os trilobitas.                                                         |
|  | |

|  | Anomalocaris                                                                |
|  |                                                                             |
|  | artrópodes, incluindo grupos modernos e formas extintas como os trilobitas. |
|  |                                                                             |

|  | Táxons similares aos anomalocarídeos - incluindo tardígrados modernos assim como animais extintos como o Kerygmachela e a Opabinia. |
|  | |
|  | \| \| Anomalocaris \| \| \| \| \| \| artrópodes, incluindo grupos modernos e formas extintas como os trilobitas. \| \| \| \|        |
|  | |
|  | Anomalocaris |
|  | |
|  | artrópodes, incluindo grupos modernos e formas extintas como os trilobitas.                                                         |
|  | |

|  | Anomalocaris                                                                |
|  |                                                                             |
|  | artrópodes, incluindo grupos modernos e formas extintas como os trilobitas. |
|  |                                                                             |

|  | Táxons similares aos anomalocarídeos - incluindo tardígrados modernos assim como animais extintos como o Kerygmachela e a Opabinia. |
|  | |
|  | \| \| Anomalocaris \| \| \| \| \| \| artrópodes, incluindo grupos modernos e formas extintas como os trilobitas. \| \| \| \|        |
|  | |
|  | Anomalocaris |
|  | |
|  | artrópodes, incluindo grupos modernos e formas extintas como os trilobitas.                                                         |
|  | |

|  | Anomalocaris                                                                |
|  |                                                                             |
|  | artrópodes, incluindo grupos modernos e formas extintas como os trilobitas. |
|  |                                                                             |

Considerando como as reconstruções dos paleontólogos do Opabinia diferem, não é admirável que a classificação do animal ainda é debatida. Walcott, o original relatador, considerou-o como sendo um crustáceo anostraca, enquanto Leif Størmer, na sequência dos trabalhos anteriores de Percy Raymond, pensou que ele pertencia aos chamados "Trilobitoides".
Após sua análise aprofundada Whittington concluiu que, Opabinia, não era artrópode, conforme ele encontrou nenhuma evidência para os membros articulados dos artrópodes, e nada como a flexibilidade; provavelmente o probóscide cheio de fluido foi conhecido nos artrópodes. Embora ele deixou a classificação do Opabinia acima do nível da família aberta, o anelado mas não articulado corpo e os incomuns lóbulos laterais com guelras o persuadiram que ele pode ter sido um representante do suporte ancestral a partir do qual tanto os anelídeos como os artrópodes surgiram.

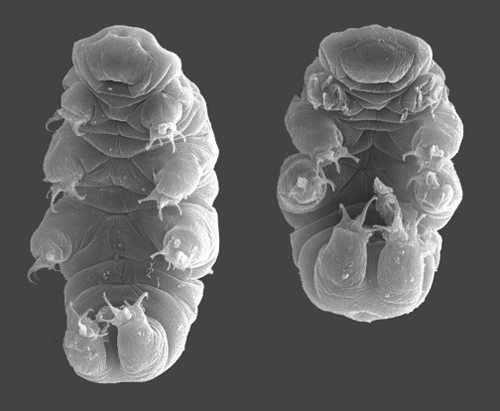
Tardígrados modernos podem ser os parentes vivos mais próximos da Opabinia.

Em 1985, Derek Briggs e Whittington publicaram uma descrição do Anomalocaris, também do Folhelho Burgess. O paleontólogo sueco Jan Bergström sugeriu que os dois animais foram relacionados, como eles compartilhavam abas laterais com guelras, olhos hasteados e outras características; e ele classificou-os como primitivos artrópodes, embora ele considerasse que artrópodes não são um filo único.
Em 1966 Graham Budd encontrou o que ele considerou como evidência de pequenas pernas não articuladas no Opabinia. Seu exame do anomalocarídeo Kerygmachela da lagerstätte Sirius Passet, 518 milhões de anos atrás e mais de 10 milhões de anos mais velha do que o Folhelho Burgess, convenceram-no que este tinha pernas similares. Ele considerou as pernas desses dois gêneros muito semelhantes aos do Folhelho Burgess Aysheaia e dos modernos onicóforos, que são considerados como estando intimamente relacionados com os ancestrais dos artrópodes. Depois de examinar vários conjuntos de características compartilhadas por estes e outros lobopódios ele elaborou uma "reconstrução em larga escala da haste do grupo dos artrópodes", em outras palavras, de artrópodes e que ele considerava ser seus evolucionários tios e primos. Uma característica marcante desta árvore genealógica é que os tardígrados modernos podem ser os parentes evolucionários vivos mais próximos da Opabinia.
Apesar de Zhang e Briggs (2007) discordarem do diagnóstico de Budd de que os "triângulos" da Opabinia foram pernas, a semelhança que eles viram entre lóbulo+brânquia da Opabinia e os membros birramosos dos artrópodes levou-os a concluir que a Opabinia estava intimamente relacionada com os artrópodes. Na verdade, eles apresentaram uma árvore genealógica muito semelhante a de Budd, exceto que a deles não mencionou os tardígrados.

## Significado teórico
Opabinia deixou claro o quão pouco se sabe sobre os animais de corpo mole, que geralmente não deixam fósseis. Quando Whittington a descreveu em meados de 1970, já havia um vigoroso debate sobre a evolução inicial dos animais. Preston Cloud argumentou em 1948 e 1968 que o processo foi "explosivo", e no início dos anos 1970 Niles Eldredge e Stephen Jay Gould desenvolveram sua teoria do equilíbrio pontuado, que vê a evolução como longos intervalos de quase – estagnação, "pontuados" por curtos períodos de rápida mudança. Por outro lado em torno do mesmo tempo Wyatt Durham e Martin Glaessner argumentaram que o reino animal tinha uma longa história proterozoica que estava escondida por falta de fósseis. Whittington (1975) concluiu que a Opabinia e, outras espécies, tais como Marrella e Yohoia, não podem ser acomodadas em grupos modernos. Esse foi um dos principais motivos pelo qual Gould em seu livro, Wonderful Life, considerou que, no início da vida cambriano, foi muito mais diversificado e "experimental" do que qualquer conjunto posterior de animais e que a explosão cambriana foi um acontecimento verdadeiramente dramático, possivelmente, impulsionado por um invulgar mecanismo evolutivo. Ele considerou a Opabinia tão importante para a compreensão deste fenômeno que ele queria chamar seu livro de Homenagem a Opabinia.
.

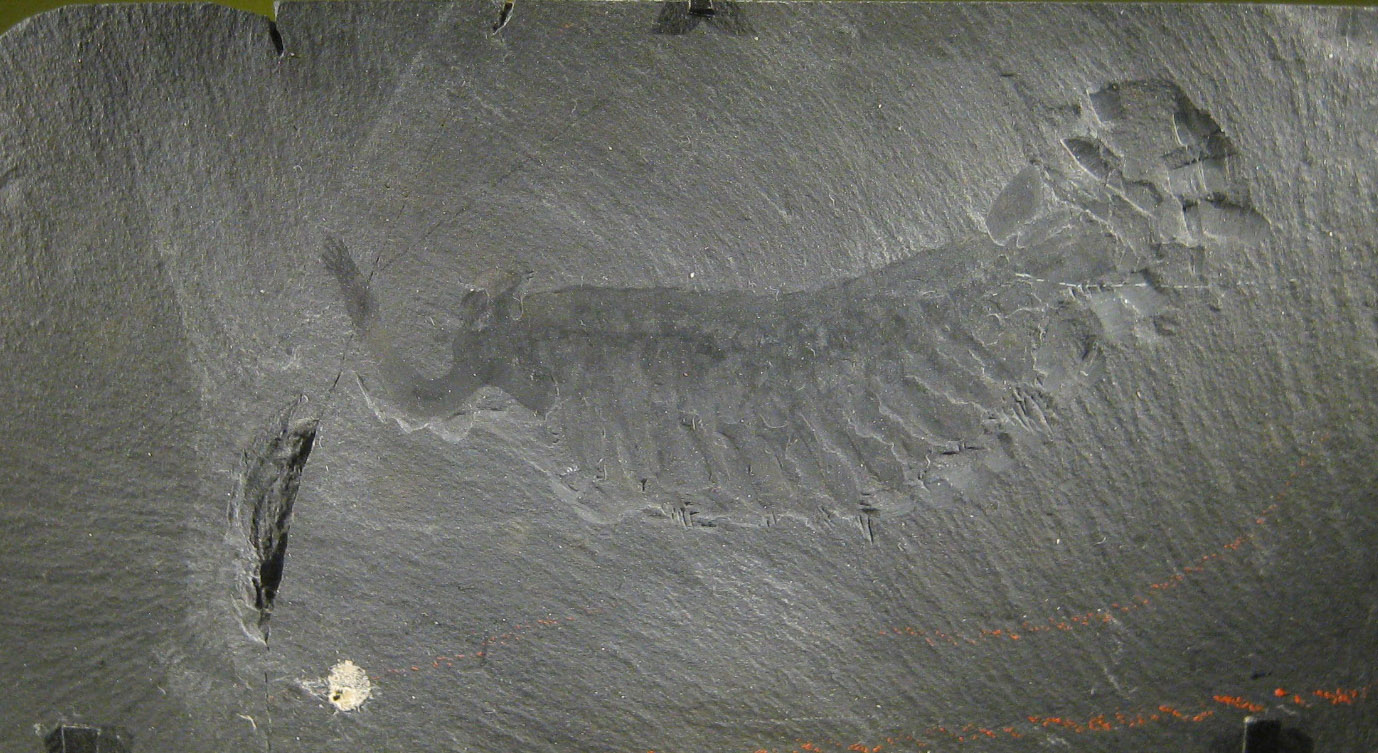
fóssil de Opabinia

No entanto, outras descobertas e análises logo em seguida, revelaram animais parecidos como o Anomalocaris no Folhelho Burgess e Kerygmachela no Sirius Passet. Outros animais do Folhelho Burgess, Aysheaia, foi considerado muito semelhante aos modernos onicóforos, que são considerados parentes próximos dos artrópodes. Paleontólogos definem um grupo chamado lobopodia para incluir os animais que são pensados ser parentes próximos dos artrópodes, mas que carecem de membros articulados. Ainda há debate sobre se os lobopódios são monofiléticos, ou seja, se incluem todos e somente os descendentes de um único ancestral comum, e sobre se os artrópodes são um subgrupo de lobopódios ou um grupo-irmão.
Enquanto essa discussão sobre fósseis específicos, tais como Opabinia e Anomalocaris estava acontecendo, o conceito de grupo haste foi introduzido para cobrir "tias" e "primos" evolutivos. Um grupo coroa é um grupo de animais vivos intimamente relacionados, mais seu último antepassado comum mais todos os seus descendentes. Um grupo haste contém ramificações de membros da linhagem mais antiga do que o último ancestral comum do grupo coroa; é um conceito relativo, por exemplo os tardígrados são animais vivos que formam um grupo coroa entre si, mas Budd (1996) considera-os também como sendo um grupo haste em relação à artrópodes. Visualizando organismos de aparência estranha, como Opabinia, desta forma torna possível perceber que, embora a explosão cambriana fosse incomum, ela pode ser entendida em termos de processos evolutivos normais.